# Chroicocephalus genei

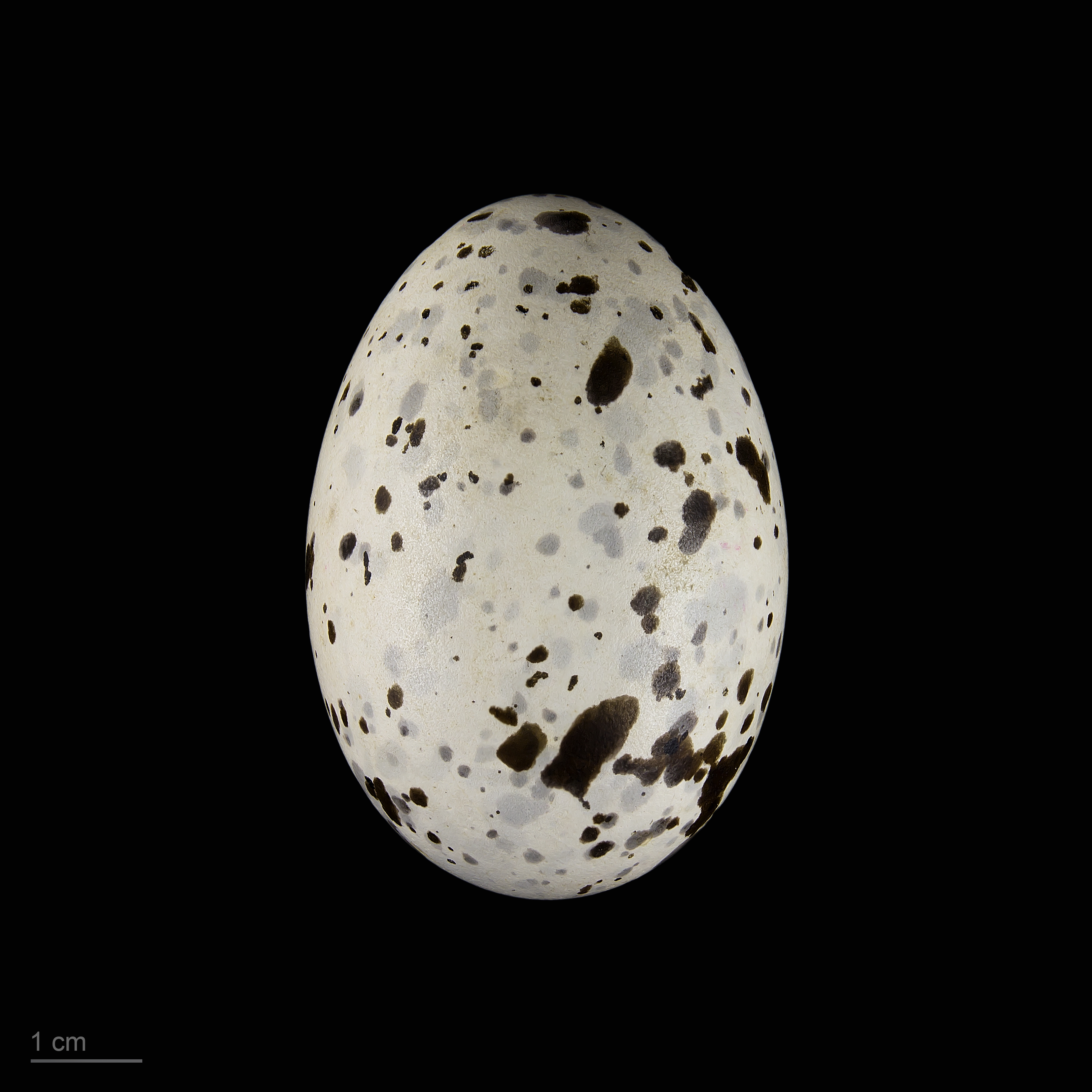
Chroicocephalus genei

Il gabbiano roseo (Chroicocephalus genei Breme, 1839) è un uccello caradriiforme della famiglia dei Laridi.

## Sistematica
Chroicocephalus genei non ha sottospecie, è monotipico.

## Aspetti morfologici
Il suo nome è dovuto alla tenue colorazione rosata che il piumaggio assume nella livrea nuziale. Confuso spesso con il gabbiano comune è lungo 42 cm, testa e collo sono bianchi e sono presenti leggere strie grigiastre disposte lateralmente. Il collo è più alto rispetto a quello degli altri gabbiani. La coda è lunga e cuneiforme. Il lungo becco è grosso ed appuntito, di colore rosso scuro, tendente al nerastro. Le zampe sono rosse. I giovani sono molto simili agli adulti.

## Distribuzione e habitat
Questo gabbiano vive in gran parte dell'Europa ad eccezione della Scandinavia; sulle coste mediterranee della Sardegna e dell'Africa, lungo le coste atlantiche fino alla Guinea e lungo quelle del Mar Rosso fino all'Etiopia; in tutta l'Asia, tranne in Mongolia, Corea, Indocina, Filippine e Indonesia. È di passo nel Regno Unito, in Serbia, Montenegro e nell'Europa centrale (Germania, Polonia, Svizzera, etc.), in Kenya, Nigeria e Costa d'Avorio, in Giappone, Nepal, Thailandia e Sri Lanka, in Sudafrica e su Antigua e Barbuda. Frequenta zone costiere, estuari, saline e lagune salmastre.

### Cibo ed Alimentazione
Si nutre di insetti acquatici, pesci, crostacei e anellidi.

### Riproduzione
Il periodo riproduttivo va da maggio a luglio. Il nido è costruito in piccole buche nel terreno, rivestite da alghe e piume, nelle quali la femmina depone 2 o 3 uova dal colore bianco-verdastro.